# Огнена пиранга
Огнената пиранга (Piranga bidentata) е вид птица от семейство Кардиналови (Cardinalidae).

## Разпространение
Видът е разпространен в Белиз, Гватемала, Коста Рика, Мексико, Никарагуа, Панама, Салвадор, САЩ и Хондурас.